# Giovanni Paolo Gibertini
Giovanni Paolo Gibertini (Canossa, 4 de mayo de 1922-Montecchio, 3 de abril de 2020) fue un obispo católico italiano perteneciente a la Orden de San Benito en la cual realizó votos perpetuos en 1939 a la edad de 17 años. 

## Biografía
Nació en Ciano d'Enzo el 4 de mayo de 1922. 
Ingresó en la orden benedictina del Monasterio de San Juan de Parma en 1935. 

### Sacerdocio
Fue ordenado sacerdote en agosto de 1945, ocupó el cargo de superior del Seminario menor del monasterio de Parma  entre 1947 y 1955. Se trasladó a Cerdeña en 1955 para la fundación del Monasterio de San Pietro di Sorres, fue su superior hasta 1967. 

### Episcopado
Fue nombrado obispo el 23 de marzo de 1983 para dirigir la diócesis de Ales e Terralba, sirviendo en esta diócesis hasta 1989 en que fue trasladado a la diócesis de Reggio Emilia-Guastalla, retirándose en 1998 por edad avanzada, siendo a partir de entonces el obispo emérito. Su estilo pastoral se basó en la cercanía hacia los enfermos y más necesitados.

### Fallecimiento
Falleció en la Casa del clero San José de Montecchio el 3 de abril de 2020, tenía noventa y siete años.